# 红石镇 (柳河县)
红石镇，是中华人民共和国吉林省通化市柳河县下辖的一个乡镇级行政单位。

## 行政区划
红石镇下辖以下地区：
和平社区、和平村、四青村、李油坊村、由家村、红石村、西安村和青岭村。